# Wa-dong
Wa-dong (koreanska: 와동) är en stadsdel i staden Ansan i provinsen Gyeonggi i den nordvästra delen av Sydkorea, 29 km söder om huvudstaden Seoul. Den ligger i stadsdistriktet Danwon-gu.